# Blue Funnel A-Klasse
Von der A-Klasse oder Anchises-Klasse (englisch: „A“ class, Anchises class oder „A“ Boats) der britischen Blue Funnel Line wurden ab 1946 bis 1958 27 Schiffe gebaut. Die Kombischiffe der A-Klasse bildeten die Basis zum Wiederaufbau der im Zweiten Weltkrieg stark reduzierten Flotte der Reederei.

## Einzelheiten
Die Schiffe der A-Klasse wurden in Alfred Holt’s Entwurfsabteilung unter der Führung von Harry Flett für den Fernost- und Australiendienst der Reederei entwickelt. Dem Entwurf der A-Klasse lagen die 1938 bis 1942 für das Tochterunternehmen Glen Line gebauten aber bei Holt entwickelten Schiffe der Glenearn-Klasse zugrunde. Die einzelnen Einheiten entstanden auf verschiedenen Bauwerften. Der Begriff A-Klasse leitete sich von einigen mit dem Buchstaben „A“ beginnenden Schiffsnamen, insbesondere vom vorgesehenen Typschiff Anchises ab, die Anchises wurde jedoch verspätet abgeliefert, woraufhin die Calchas diese Rolle übernahm.
Der Grundentwurf wurde in 21 Einheiten gebaut, die wiederum in die vier schiffbaulich etwas abweichenden Baulose Mark A1 bis Mark A4 unterteilt wurden. Es folgten sechs weitere wiederum in zwei Baulose (Mark A5 und Mark A6) unterteilte Schiffe, die aufgrund der mit dem Buchstaben „D“ beginnenden Schiffsnamen teilweise auch als D-Klasse bezeichnet werden. Das Grundkonzept der Glenearn-Klasse und der A-Klasse bildete die Basis für zahlreiche nachfolgende Klassen, wie die in großen Teilen vergleichbar ausgelegten Schiffe der H-Klasse, P-Klasse, Nestor-Klasse und M-Klasse.
Eingesetzt wurden die Schiffe zunächst von den Konzernreedereien Ocean Steam Ship Company und China Mutual Steam Navigation Company sowie von der niederländischen Tochter N.S.M. 'Oceaan', nach der Eingliederung von Elder Dempster auch in deren Flotte. Der Zeitraum, in dem die Reederei Schiffe der A-Klasse einsetzte, erstreckte sich über volle drei Jahrzehnte und auch die einzelnen Schiffe blieben jeweils durchweg lange im Blue-Funnel-Liniendienst, bevor sie veräußert wurden.
Das Typschiff Calchas diente bis 1956 als Ausbildungsschiff der Reederei, wobei die normale Decksbesatzung durch 22 Deckskadetten und 14 Maschinenkadetten ersetzt wurde. Ab 1956 übernahm der Neubau Diomed die Rolle des Ausbildungsschiffs.

## Technische Beschreibung
Die A-Klasse-Schiffe waren als Kombischiffe mit mittschiffs angeordneten Aufbauten gebaut und verfügten abhängig von der Bauserie über eine variierende Anzahl an Passagierplätzen. Einige der Schiffe erhielten ab der Serie Mark A2 einfach gehaltene Unterbringungsmöglichkeiten für Pilger. Ab Mitte der 1960er Jahre stellte man die Passagiertransport weitestgehend ein, die Passagiereinrichtungen blieben ungenutzt und die Einheiten wurden als herkömmliche Stückgutschiffe weiterbetrieben. Die Schiffe besaßen eine Tragfähigkeit von gut 9000 Tonnen, sechs Laderäume mit Kühlladeräumen und Süßöltanks. Der Ladungsumschlag erfolgte mit konventionellem Ladegeschirr. Der Antrieb bestand aus einem doppeltwirkenden Achtzylinder-Zweitakt-Dieselmotor des Typs B&W 8-55WF-120, der in Großbritannien in Lizenz gefertigt wurde.

## Die Schiffe (Auswahl)
| Bauname     | Ausführung | Bauwerft / Baunummer                              | IMO- Nummer | Indienststellung | Reederei                              | Umbenennungen und Verbleib |
| ----------- | ---------- | ------------------------------------------------- | ----------- | ---------------- | ------------------------------------- | --- |
| Calchas     | Mark A1    | Harland and Wolff / 1310                          | 5057682     | Januar 1947      | China Mutual Steam Navigation Company | 1957 Glenfinlas, 1962 Calchas, 1972 Akasombo, 1973 Calchas, am 22. Juli 1973 in Port Kelang in Brand geraten und ab 23. September 1973 bei Keun Hwa Iron & Steel in Kaohsiung abgebrochen |
| Anchises    | Mark A1    | Caledon Shipbuilding /                            | 5015983     | April 1947       | Ocean Steam Ship Company              | auf der Reise von Woosung nach Shanghai am 21. Juni 1949 auf dem Wangpoo-Fluß von Nationalchinesen beschossen, wobei der Maschinenraum volllief und das Schiff achtern festkam. Später gehoben, gelöscht und erneut beschossen. Nach Reparatur in Kobe wieder in Fahrt. 1973 Alcinous, September 1975 auf Abbruch an die Chi Shun Steel Company in Kaohsiung veräußert, an die Hang Hua Enterprises Company weitergegeben und verschrottet                                         |
| Aeneas      | Mark A1    | Caledon Shipbuilding / 429                        | 5003801     | September 1947   | China Mutual Steam Navigation Company | am 3. April 1972 zum Abbruch in Kaohsiung eingetroffen |
| Agapenor    | Mark A1    | Scotts Shipbuilding and Engineering Company / 627 | 5004532     | Juni 1947        | China Mutual Steam Navigation Company | im Juni 1967 durch den Sechstagekrieg im Sueskanal eingeschlossen, 1968 an die Agepenor War Risks Limited der Liverpool & London War Risks Insurance Associationübertragen und 1975 nach Port Said aus dem Kanal geschleppt. Über Dhekelia nach Triest zum Löschen der Ladung und darauf an Grecomar Shipping Agency verkauft und in Nikos umbenannt. Ab 28. Juli 1975 in Piräus repariert und wieder in Fahrt gesetzt. Am 27. Dezember 1981 zum Abbruch in Kaohsiung eingetroffen |
| Achilles    | Mark A1    | Caledon Shipbuilding /                            | 5027170     | Januar 1948      | Ocean Steam Ship Company              | 1949 Radnorshire, 1962 Asphalion, 1966 Polyphemus, 1972 Asphalion, 1976 Gulf Anchor, am 28. April 1979 zum Abbruch bei der Taiwan Ship Scrap Company in Kaohsiung eingetroffen |
| Astyanax    | Mark A1    | Scotts Shipbuilding and Engineering Company / 637 | 5027924     | April 1948       | China Mutual Steam Navigation Company | 1957 Glenfruin, 1962 Astyanax, ab 18. Dezember 1972 in Kaohsiung abgebrochen |
| Clytoneus   | Mark A2    | Caledon Shipbuilding / 465                        | 5076559     | August 1948      | Ocean Steam Ship Company              | ab Juni 1972 in Kaohsiung verschrottet |
| Cyclops     | Mark A2    | Scotts Shipbuilding and Engineering Company / 639 | 5083291     | Dezember 1948    | Ocean Steam Ship Company              | 1975 Automedon, am 25. August 1977 zur Verschrottung bei W. H. Arnott Young & Co. in Dalmuir eingetroffen |
| Autolycus   | Mark A2    | Vickers Armstrong / 107                           | 5031262     | Mai 1949         | China Mutual Steam Navigation Company | 1976 Gulf Trader, am 29. April 1978 zum Abbruch bei der Nan Feng Steel Enterprises Company in Gadani eingetroffen |
| Antilochus  | Mark A2    | Harland and Wolff / 1372                          | 5019848     | 3. Mai 1949      | Ocean Steam Ship Company              | 1976 Gulf Orient, am 5. Mai 1978 zur Verschrottung bei Al Noor Steel in Gadani eingetroffen |
| Automedon   | Mark A2    | Vickers Armstrong /                               | -           | August 1949      | Ocean Steam Ship Company              | am 17. Dezember 1972 auf der Schelde im Nebel mit der San George kollidiert und zum Totalverlust erklärt. Nach temporärer Reparatur an taiwanische Abbrecher verkauft und ab März 1972 in Kaohsiung verschrottet |
| Laertes     | Mark A2    | Vickers Armstrong / 112                           | 5201922     | Oktober 1950     | N.S.M. 'Oceaan'                       | 1972 Idomeneus, 1976 Gulf Voyager, am 8. Mai 1978 zum Abbruch bei Al Noor Steel in Gadani eingetroffen |
| Bellerophon | Mark A3    | Caledon Shipbuilding / 473                        | 5063318     | Oktober 1950     | Ocean Steam Ship Company              | 1957 Cardiganshire, 1972 Bellerophon, 1976 Obhor, 1978 für Aufnahmen des Films Der Weg allen Fleisches inoffiziell in Belle umbenannt und am 23. September 1978 zum Abbruch in Gadani eingetroffen |
| Ascanius    | Mark A3    | Harland & Wolff / 1416                            | 5026607     | November 1950    | Ocean Steam Ship Company              | 1972 Akosombo, 1973 Ascanius, 1973 Mastura, ab 4. April 1978 bei Hughes Bolckow in Blyth verschrottet |
| Atreus      | Mark A3    | Vickers Armstrong / 125                           | 5030139     | November 1951    | China Mutual Steam Navigation Company | 1977 United Valiant, am 23. Februar 1979 zum Abbruch bei der Tung Ho Steel Enterprise Corporation in Kaohsiung eingetroffen |
| Alcinous    | Mark A3    | Vickers Armstrong /                               | 5281520     | April 1952       | Ocean Steam Ship Company              | 1960 Polydorus, 1976 Johara, 1976 Polydorus, 1977 Matina, am 23. April 1978 zum Abbruch in Gadani eingetroffen |
| Laomedon    | Mark A3    | Vickers Armstrong / 133                           | 5203504     | 1953             | China Mutual Steam Navigation Company | 1977 Aspasia, ab 2. Mai 1978 in Gadani verschrottet |
| Eumaeus     | Mark A4    | Caledon Shipbuilding / 490                        | 5109502     | Dezember 1953    | Ocean Steam Ship Company              | am 31. Januar 1978 |
| Adrastus    | Mark A4    | Vickers Armstrong / 134                           | 5003203     | Dezember 1953    | Ocean Steam Ship Company              | 1978 Anassa, am 6. Mai 1981 zum Abbruch in Gadani eingetroffen |
| Elpenor     | Mark A4    | Harland & Wolff / 1477                            | 5102451     | 1954             | China Mutual Steam Navigation Company | 1976 United Concord, am 21. Mai 1979 zum Abbruch in Kaohsiung eingetroffen |
| Lycaon      | Mark A4    | Vickers Armstrong / 138                           | 5215052     | Juni 1954        | China Mutual Steam Navigation Company | 1976 Glaucus, 1977 United Vanguard, Wassereinbruch im Maschinenraum am 12. Mai 1979 auf einer Reise von Sharjah nach Bassein. Aufgegeben und am 14. Mai gesunken, ein Toter |
| Demodocus   | Mark A5    | Vickers Armstrong / 147                           | 5088473     | August 1955      | Ocean Steam Ship Company              | 1970 Glenroy, 1972 Demodocus, 1973 Hungsia, 1979 Hong Qi 137, ab Februar 1982 in China verschrottet |
| Diomed      | Mark A5    | Caledon Shipbuilding / 501                        | 5090359     | September 1956   | China Mutual Steam Navigation Company | 1970 Glenbeg, 1972 Diomed, 1973 Kaising, 1983 in Kaohsiung verschrottet |
| Dolius      | Mark A5    | Harland & Wolff / 1497                            | 5091559     | Januar 1956      | Ocean Steam Ship Company              | 1970 Glenfruin, 1972 Dolius, 1972 Hungmien, Hong Qi 119, Zhan Dou 51, im November 1991 im Register gelöscht |
| Antenor     | Mark A6    | Vickers Armstrong / 152                           | 5019654     | Juli 1957        | Ocean Steam Ship Company              | 1970 Glenlochy, 1972 Dymas, 1973 Kaiyun, 1983 in Huangpu verschrottet |
| Achilles    | Mark A6    | Vickers Armstrong / 153                           | 5001803     | Oktober 1957     | Ocean Steam Ship Company              | 1972 Dardanus, 1972 Kiago, am 5. Juni 1982 zum Abbruch bei der Chowdhury Shipbreaking Company in Kalkutta eingetroffen |
| Ajax        | Mark A6    | Vickers Armstrong / 154                           | 5006463     | 1958             | China Mutual Steam Navigation Company | 1972 Deucalion, 1973 Kailock, im August 1982 zur Verschrottung in Kaohsiung eingetroffen |